# Kalliopi Papalexopoulou

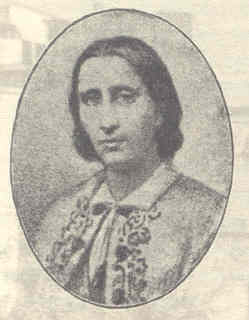
Kalliopi Papalexopoulou

Kalliopi Papalexopoulou (griechisch Καλλιόπη Παπαλεξοπούλου, * 1809 in Patras; † 8. Februar 1899) spielte eine wichtige Rolle in der Opposition gegen König Otto von Griechenland.
Geboren wurde sie in Patras als Tochter von Andreas Kalamogdartis, der dort eine führende Position innehatte. Bei Beginn des Aufstands von 1821 floh sie mit ihrer Mutter nach Zakynthos und dann nach Ancona und lernte dort Italienisch, Französisch und Englisch. 1824 zog die Familie nach Nafplio. Dort verheiratete sie sich mit dem Bürgermeister Spyros Papalexopoulos. Ihr Salon wurde zu einem Mittelpunkt des geistigen Lebens. Einen großen Teil ihres Vermögens verwendete sie zur Unterstützung von Armen und Flüchtlingen. Sie widersetzte sich offen König Otto.
Nach dem Tod ihres Gatten 1850 zog sie sich aus der Öffentlichkeit weitgehend zurück, nahm aber dann 1862 in führender Position am erfolglosen Aufstand von Nafplio gegen den König teil, weshalb sie vom Palast verfolgt wurde. Dieser schickte eine Spezialeinheit unter dem Kommando von General Emanuel Amenäus Hahn, um die Ruhe in der Stadt wiederherzustellen. Als er sie aufforderte, die Stadt zu verlassen, da er ihre Sicherheit nicht garantieren könne, antwortete sie: „Die einzigen Geschöpfe, die ich fürchte, sind die Mäuse, und deshalb habe ich sie aus meinem Haus vertrieben.“ Nach dem Sturz es Königs 1862 besuchte sie Athen, wo sie von der Bevölkerung und in der Nationalversammlung triumphal empfangen wurde. Nach ihrer Rückkehr lebte sie zurückgezogen in ihrem Haus in Nafplio.